# Cecina (Toskana)
Cecina (betont auf dem „e“) ist eine italienische Gemeinde der Provinz Livorno in der Region Toskana mit 28.061 Einwohnern (Stand 31. Dezember 2023). Die im 19. Jahrhundert gegründete Stadt ist ein Handelszentrum und nach Zerstörungen im Zweiten Weltkrieg relativ modern wieder aufgebaut worden. Der Ortsteil Cecina Mare ist ein Urlaubsort.

## Geographie
Cecina liegt 40 km südlich von Livorno am Tyrrhenischen Meer, im Norden der Maremma-Ebene. Der gleichnamige Fluss Cecina mündet im nördlichen Teil der Gemeinde ins Meer. Cecina besteht im Wesentlichen aus zwei Stadtteilen: der eigentlichen Stadt Cecina einige Kilometer in Landesinneren und Cecina Mare direkt an der Küste (auch Marina di Cecina genannt). Kleinere Ortsteile sind San Pietro in Palazzi und San Vincenzino.
Die Nachbargemeinden sind: Bibbona, Casale Marittimo (PI), Castellina Marittima (PI), Guardistallo (PI), Montescudaio (PI), Riparbella (PI) und Rosignano Marittimo.

## Cecina Mare
Das Seebad Cecina Mare besitzt eine Küstenpromenade mit Sandstrand, Kneipen und Nachtleben. Der Strand ist in diesem Abschnitt kostenpflichtig; freie Strände und Campingplätze befinden sich im südlich angrenzenden Küstenabschnitt entlang des Pinienwaldes.
Der dichte, parallel zur Küste verlaufende Wald aus Pinien, Aleppo-Kiefern und Macchia wurde ursprünglich zum Schutz des landwirtschaftlich genutzten Inlandes vor dem Meereswind angelegt. Er zieht sich über ca. 15 km von Norden (Mündung des Flusses Cecina) bis zur Nachbargemeinde Bibbona hin und sorgt vor allem im Sommer für angenehme Abkühlung. Das auch viele Tierarten beherbergende Gebiet steht seit 1977 unter Naturschutz (Riserva Statale Tomboli di Cecina).

## Geschichte

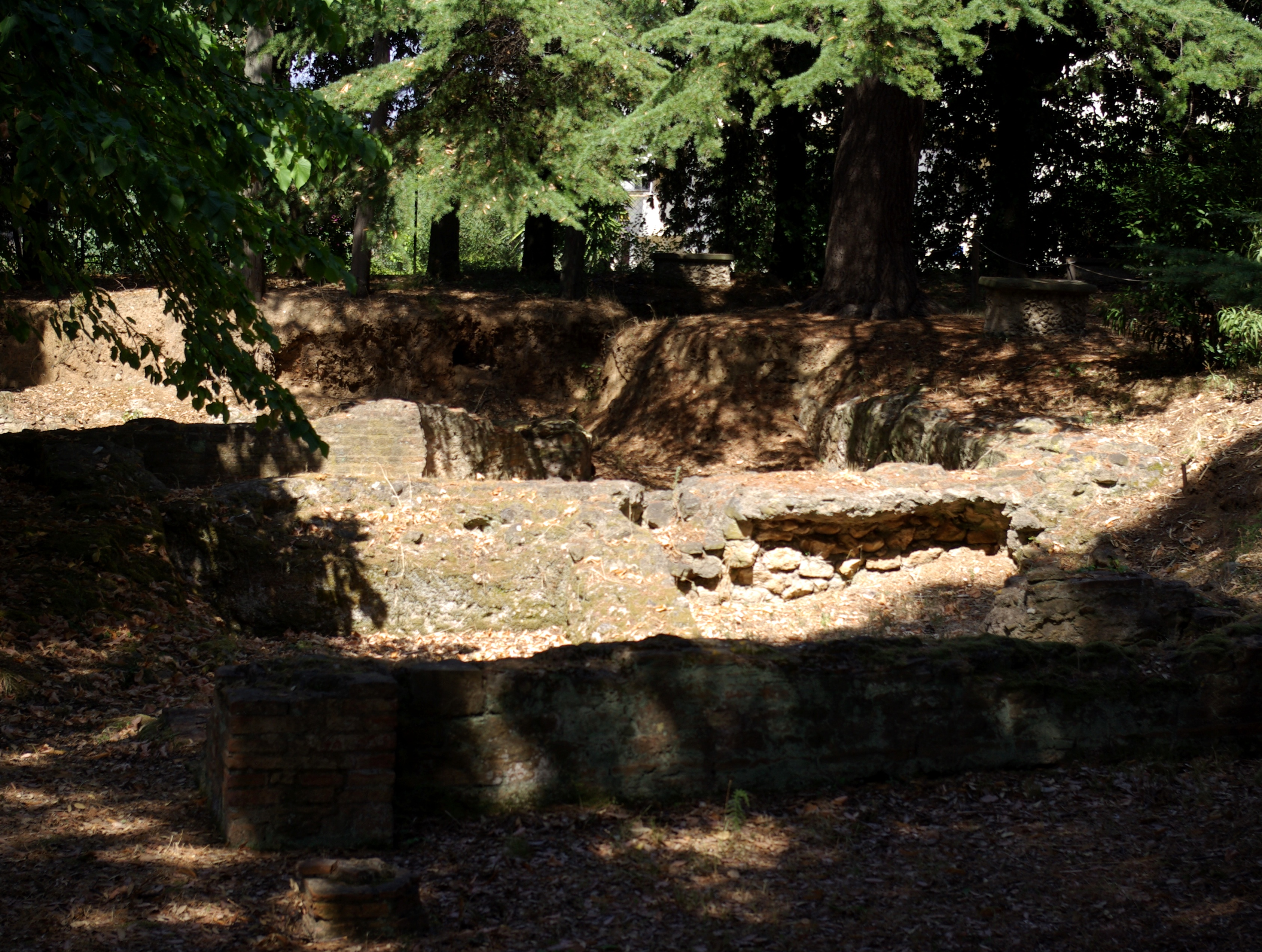
Ausgrabung einer römischen Villa im Archäologischen Park

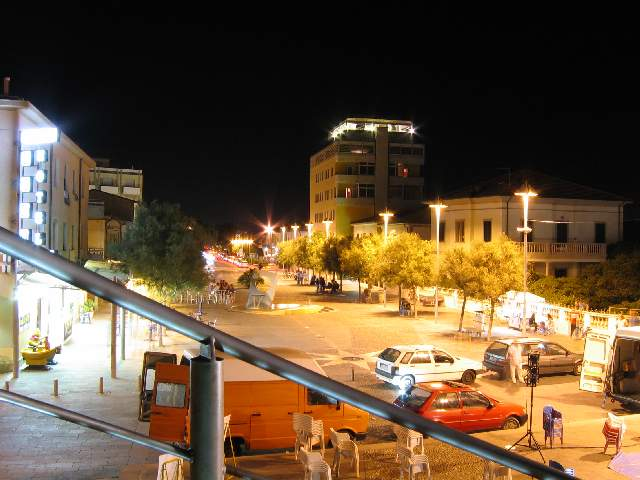
Cecina Mare – Kneipenmeile bei Nacht

Das Gebiet der heutigen Gemeinde an der Mündung des Flusses Cecina war schon in etruskischer Zeit besiedelt und Verkehrsknotenpunkt zwischen Volterra und Populonia. In römischer Zeit besaß der Senator Albinus Caecina hier eine Villa, die anscheinend das landwirtschaftliche Zentrum dieser Gegend war (Reste der Villa sind im Ortsteil San Vincenzino erhalten). Mit dem Ende des Römischen Reiches und der Zerstörung der römischen Landgüter begannen die Küstenabschnitte der Maremma nach und nach zu versumpfen und wurden im Mittelalter (12. Jahrhundert) durch die Ausbreitung der Malaria unbewohnbar. Nur einzelne Militärposten an der Küste blieben erhalten, so das Castrum von Cecina, das zuerst unter Kontrolle der Grafen von Gherardesca und dann seit 1121 der Bischöfe von Pisa stand. Den Ortsnamen Cecina erwähnt Dante in der Göttlichen Komödie (Inferno XIII, 7).
Ab dem 16. Jahrhundert wurden erste Versuche unternommen, das Gebiet in Teilen trockenzulegen und nutzbar zu machen, zuerst auf Initiative der Großherzöge Cosimo I. und Ferdinando I., dann durch den Markgrafen Carlo Ginori, der 1738 ein landwirtschaftliches Gut einrichtete. Doch erst Mitte des 19. Jhs. hatten die von Großherzog Leopold II. eingeleiteten Trockenlegungsmaßnahmen Erfolg. Das Land wurde schnell neu besiedelt und durch Straßen- und Eisenbahnbau aufgewertet.
Offiziell wurde die heutige Stadt Cecina 1852 gegründet. Von den Gebäuden aus der Zeit ist fast nichts mehr vorhanden, da das Ortszentrum im Zweiten Weltkrieg stark zerstört wurde.

## Kultur und Sehenswürdigkeiten
Museen
- Museo della Vita e del Lavoro della Maremma Settentrionale – Volkskundemuseum zum Thema nördliche Maremmen
- Museo Archeologico Etrusco-Romano – Archäologisches Museum in der Villa La Cinquantina aus dem 18. Jahrhundert, Funde aus frühgeschichtlicher und etruskisch-römischer Zeit.

Kirchen

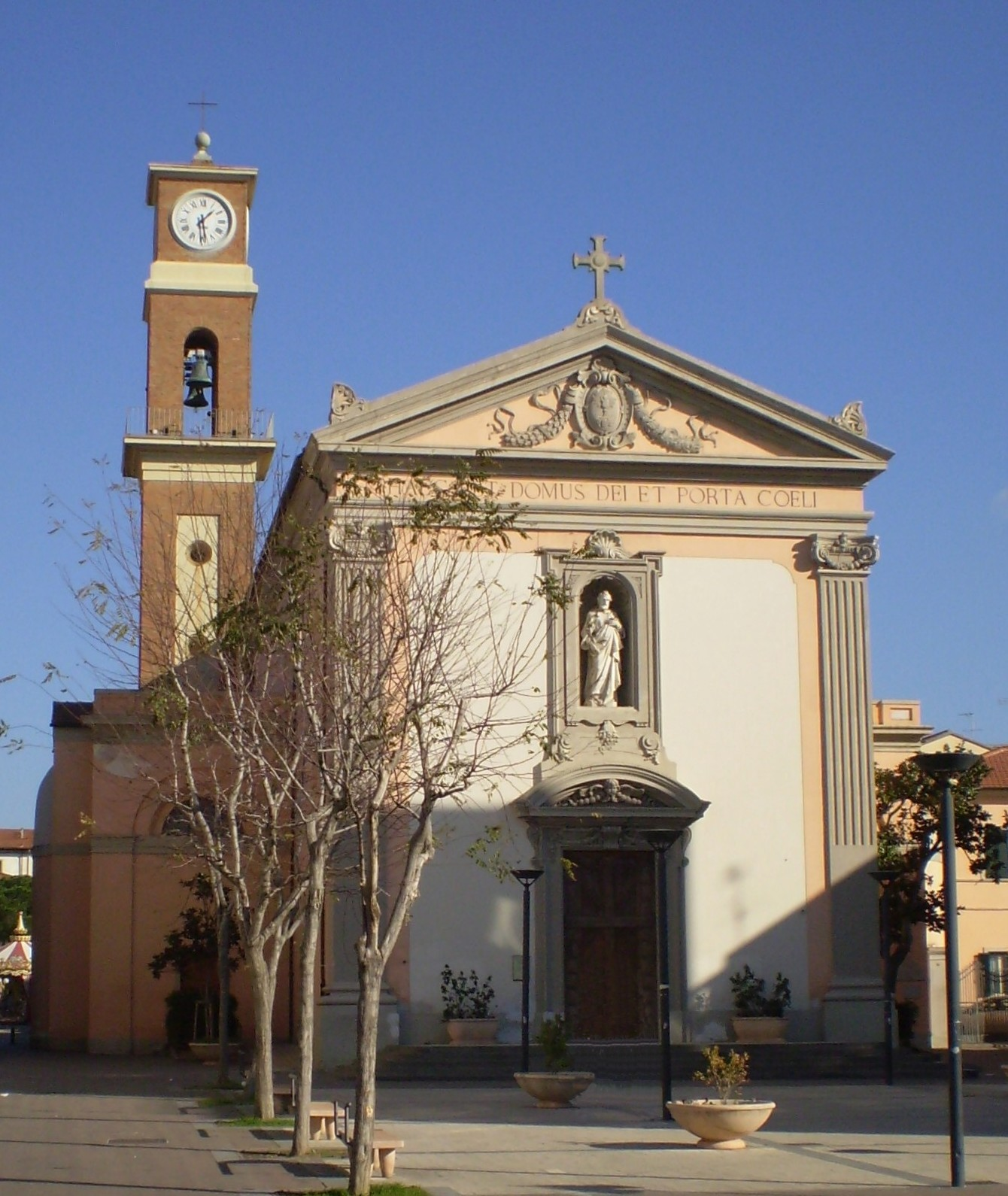
Chiesa S. Giuseppe e Leopoldo

- Chiesa Acipretale S. Giuseppe e Leopoldo – Die Kirche im klassizistischen Stil wurde 1852 auf Initiative von Leopold II. errichtet.

Sonstiges
- Im Ortsteil San Vincenzino: Reste einer römischen Villa (bewohnt vom 1. Jahrhundert v. Chr. bis zum 5. Jahrhundert n. Chr.). Zu besichtigen sind Mosaiken und eine unterirdische Zisterne.

Regelmäßige Veranstaltungen
- Festa della Madonna del Mare (15. August) – Prozession, in Cecina Mare.
- Targa Cecina (August, September) Volksfest, Umzüge mit Festwagen, Wettrennen.

## Wirtschaft
Cecina ist ein bedeutender Verkehrsknotenpunkt und verdankt dieser Lage seine wirtschaftliche Entwicklung, vor allem bei Handel (landwirtschaftliche Erzeugnisse aus den umliegenden Gemeinden, Landmaschinen) und Dienstleistungen (Tourismus). Zu Anfang des 20. Jhs. begann sich auch Kleinindustrie zu entwickeln (Nahrungsmittel, Zucker; Baumaterialien wie Glas, Ziegel, Marmor, Granit; Bootsbau) und ab den 1960er Jahren der Sommertourismus.

## Verkehr
Cecina ist an die Variante Aurelia (SS1) angebunden, die nach Livorno und Grosseto führt. Die Abfahrten lauten Cecina-Nord/San Pietro in Palazzi, Cecina Centro und Cecina-Sud/La California. Gegenwärtig wird diese Straße zur Autobahn ausgebaut, dadurch verbessert sich die Anbindung Cecinas um ein Vielfaches.
In der Nachbargemeinde Rosignano Marittimo gibt es einen Zugang zur Autobahn A12, die eine wichtige Verkehrsachse zwischen der Südtoskana und Genua beziehungsweise Florenz bildet. Die SS1 mündet später bei Livorno ebenfalls auf diese Straße. Die SP39 (Rosignano – Vada – Cecina – Donoratico – San Vincenzo – Venturina – Follonica) und die SP68 (Cecina – Ponteginori – Saline di Volterra – Volterra – Castel San Gimignano – Colle di Val d’Elsa) führen durch das Stadtgebiet.
Cecina verfügt über einen eigenen Bahnhof an der Eisenbahn-Hauptstrecke Pisa–Livorno–Rom. Der Bahnhof wird regelmäßig von Lokalzügen und beschleunigten Regionalzügen der Staatsbahn Trenitalia bedient. Auch einige Intercity-Züge halten in Cecina. Der Bahnhof ist außerdem Ausgangspunkt einer nicht elektrifizierten Stichstrecke in Richtung Volterra.
Bei Cecina befinden sich zwei kleine Flugplätze für die Allgemeine Luftfahrt.

## Städtepartnerschaften
Cecina unterhält mit folgenden Städten Städtepartnerschaften:
- Gilching, Deutschland, seit 1989
- Sagunto, Spanien
- Sin-le-Noble, Frankreich

## Söhne und Töchter der Gemeinde
- Giorgio Chiavacci (1899–1969), Florettfechter
- Altero Matteoli (1940–2017), Politiker
- Paolo Bettini (* 1974), Radrennfahrer
- Massimo Bulleri (* 1977), Basketballspieler
- Silvia Fuselli (* 1981), Fußballspielerin
- Augustin Hadelich (* 1984), Violinist
- Enrica Guidi (* 1985), Schauspielerin
- Elia Favilli (* 1989), Radrennfahrer
- Diego Ulissi (* 1989), Radrennfahrer